# Urtenen-Schönbühl
Urtenen-Schönbühl és un municipi del cantó de Berna (Suïssa), situat al districte de Bern Mittelland.